# Universidad Técnica de Kaiserslautern
La Universidad Técnica de Kaiserslautern (en alemán: Technische Universität Kaiserslautern', comúnmente conocida como TU Kaiserslautern o simplemente TUK), es una universidad de investigación en Kaiserslautern, Alemania.
La universidad cuenta con numerosos institutos de investigación, incluidos dos Institutos Fraunhofer (IESE e ITWM), el Instituto Max Planck de Sistemas de Software (MPI SWS), el Centro Alemán de Investigación de Inteligencia Artificial (DFKI), el Instituto de Materiales Compuestos (IVW) y el Instituto de Análisis de Superficies y Películas Delgadas (IFOS), todos los cuales cooperan estrechamente con la universidad. 
TU Kaiserslautern está organizado en 12 facultades. Aproximadamente 14,640 estudiantes están matriculados en este momento. La TU Kaiserslautern es parte del Software-Cluster junto con la Universidad Técnica de Darmstadt, el Instituto de Tecnología de Karlsruhe y la Universidad de Saarland. El Software-Cluster ganó el concurso Spitzencluster del gobierno alemán, la equivalencia de la Iniciativa de Excelencia de Universidades Alemanas para los clústeres.

## Facultades
La universidad se organiza 12 facultades:
1. Arquitectura.
2. Biología.
3. Ingeniería civil.
4. Química.
5. Ingeniería eléctrica e informática.
6. Ciencias de la computación.
7. Ingeniería mecánica y de procesos.
8. Matemáticas.
9. Física.
10. Planificación regional y ambiental.
11. Ciencias sociales.
12. Ciencias económicas y empresariales.